# Giovanni Roselli
Giovanni Roselli (White Plains, 23 settembre 1980) è un wrestler statunitense.
Tra il 2005 ed il 2006 ha lottato nel roster di Raw della World Wrestling Entertainment come Romeo Roselli o semplicemente Romeo. Assieme ad Antonio Thomas ha dato vita al tag team degli Heart Throbs.

## Carriera

### Gli inizi
Roselli cominciò a fare wrestling nel circuito indipendente e per la Junior Pro Wrestling Association con il nome di Johny Heartbreaker.
Il 23 gennaio 2004 a Southbridge (Massachusetts), Johny Heartbreaker e Antonio Thomas batterono Cueball e Nick McKenna vincendo così il titolo di coppia EWA (Eastern Wrestling Alliance).

### World Wrestling Entertainment
Nel febbraio 2005 Roselli firmò un contratto di sviluppo con la WWE. Sia Anthonio Thomas che Roselli debuttarono poco dopo in tag team con il nome di Heart Breakers.
Nell'aprile 2005 William Regal e Tajiri difesero con successo il World Tag Team Championship contro i debuttanti Romeo ed Antonio, conosciuti come gli Heart Throbs. I due presero poi parte al Tag Team Turnmoil Match per i titoli di Regal e Tajiri a Backlash 2005.
Gli Heart Throbs, che si ponevano come heel, apparvero perlopiù nel durante Heat. Ebbero feud di poca durata con Eugene e William Regal, The Hurricane e Rosey ed i V-Squared (Val Venis e Viscera).
Durante la prima puntata di Heat del 2006 il tag turnò face ed incominciò ad intrattenere la folla portando due ragazze con loro sul ring, facendole danzare. Il 10 febbraio 2006 furono entrambi licenziati dalla WWE.

### Dopo la WWE
Roselli continuò la sua carriera di lottatore nel circuito delle federazioni indipendenti, talvolta facendo team o lottando contro Antonio. Roselli fece anche un'apparizione nella Ohio Valley Wrestling.
A novembre Roselli apparve nello show televisivo "Pants Off Dance Off", uno show in cui la gente si spoglia e danza in una gara diretta da Jodie Sweetin.
Entrambi gli Heart Throbs apparvero in seguito nello show Ham on the Street del Food Network, cucinando aiutati dallo chef George Duran.
Roselli abbandonò quindi gli Stati Uniti per andare in tour con la Nu-Wrestling Evolution. Durante uno degli show del tour, svoltosi a Palermo il 10 dicembre 2006, il purosangue italiano ha sconfitto Vampiro conquistando il titolo NWE.
Roselli, ancora con Antonio come partner, fece un debutto a sorpresa al pay-per-view Destination X della Total Nonstop Action nel marzo 2007 con Christy Hemme come loro manager, tuttavia furono sconfitti dai Voodoo Kin Mafia (BG James e Kip James).
Ha quindi lottato in altre federazioni del circuito indipendente, conquistando inoltre il Nu-Wrestling Evolution Heavyweight Championship a Palermo nel dicembre 2006. Ha quindi perso la cintura per forfait in favore di Orlando Jordan il 19 aprile 2008 durante la tappa di Barcellona del tour spagnolo della federazione.